# Komórki sitowe (botanika)
Komórki sitowe – elementy przewodzące składniki pokarmowe w łyku nagonasiennych. Są to żywe wydłużone komórki o ścianach poprzecznych z polami sitowymi - skupieniami porów wyścielonych kalozą w obrębie poprzecznych ścian komórkowych. W odróżnieniu od rurek sitowych okrytonasiennych nie mają zróżnicowanych pól sitowych - wszystkie cechują się zbliżonymi rozmiarami porów, przez które przechodzą pasma cytoplazmy. 